# Henri Hamal
Henri Hamal (Liegi, 20 luglio 1744 – Liegi, 17 novembre 1820) è stato un compositore belga.

## Biografia
Compositore, maestro di cappella e organista liegese. Intraprese gli studi musicali con lo zio Jean-Noël Hamal, maestro di cappella presso la cattedrale Saint-Lambert di Liegi e compositore.
Dal 1765 al 1770 si stabilì a Roma dove, grazie al sostegno della Fondazione Darchis, approfondì la sua formazione culturale e musicale. Tornato a Liegi, nel 1772, venne incaricato dal principe François-Charles de Velbrück di aiutare lo zio Jean-Noël nell'incarico di maestro di cappella presso la cattedrale, succedendogli alla morte nel 1778.
Nel 1792, con la caduta dell'ultimo principe vescovo di Liegi e con la distruzione della cattedrale all'indomani della rivoluzione liegese, egli venne privato del titolo di maestro di cappella e nominato segretario del Consiglio di Istruzione pubblica del Dipartimento dell'Ourthe.
Particolarmente influenzato dalle opere degli operisti napoletani Paisiello, Cimarosa e Traetta, compose egli stesso alcune opere buffe che propose ai teatri d'Opera in Belgio e a Parigi, senza particolare successo. Risultò versato nella composizione di cantate e di opere sacre.
Sul finire della carriera si dedicò alla compilazione di annali e memorie sulla musica e sui musicisti del tempo, scrivendo i libri Annales des progrès du théâtre, de l'art musical et de la composition dans l'ancienne principauté de Liège depuis l'année 1738 jusq'en 1806: essay historique sur les concerts et le théâtre de Liège e Mémoire pour servire à l'histoire des artistes del province de Liège.

## Pubblicazioni
- Annales des progrès du théâtre, de l'art musical et de la composition dans l'ancienne principauté de Liège depuis l'année 1738 jusq'en 1806: essay historique sur les concerts et le théâtre de Liège, Éditions Mardaga, 1989. 207 p., ISBN 978-2-870-09420-4